# Amelia Darcy
Amelia Osborne, marchesa di Carmarthen, XII baronessa Darcy de Knayth, IX baronessa Conyers, V contessa di Mértola (nata Darcy; 12 ottobre 1754 – 27 gennaio 1784), è stata una nobildonna inglese.

## Biografia
Amelia era l'unica figlia di Robert Darcy, IV conte di Holderness e di sua moglie, Maria. Il 29 novembre 1773, si sposò con Francis Osborne, marchese di Carmarthen ed ebbero tre figli:
- George William Frederick Osborne (21 luglio 1775 - 10 luglio 1838), sposò Lady Charlotte Townshend, figlia del I marchese di Townshend, il 17 agosto 1797 ed ebbero figli;
- Lady Mary Henrietta Juliana Osborne (1776-1862), sposò Thomas Pelham, II conte di Chichester (28 aprile 1756 - 4 luglio 1826) nel 1801 ed ebbero figli;
- Lord Francis Osborne (18 ottobre 1777 - 15 febbraio 1850), poi I barone Godolphin, sposò Elizabeth Eden, terza figlia del I barone Auckland, il 31 marzo 1800 ed ebbero figli.

La coppia divorziò nel 1779. Un mese dopo, Amelia poi sposò John "Mad Jack" Byron (padre del poeta, Lord Byron). La coppia ebbe tre figli:
- Sophia Georgina Byron (luglio-settembre 1779)[1]
- figlio senza nome (morto alla nascita, ca. 1780/81).[1]
- Augusta (1783-1851).

Morì 27 gennaio 1784 e tutti i suoi beni furono ereditati da suo figlio George, nato dal suo primo matrimonio.